# (807) Ceraskia
(807) Ceraskia – planetoida z grupy pasa głównego asteroid okrążająca Słońce w ciągu 5 lat i 88 dni w średniej odległości 3,02 au. Została odkryta 18 kwietnia 1915 roku w Landessternwarte Heidelberg-Königstuhl w Heidelbergu przez Maxa Wolfa. Nazwa pochodzi od rosyjskiego astronoma polskiego pochodzenia, Witolda Ceraskiego. Przed nadaniem nazwy planetoida nosiła oznaczenie tymczasowe (807) 1915 WY.